# Emmanuel Lansyer

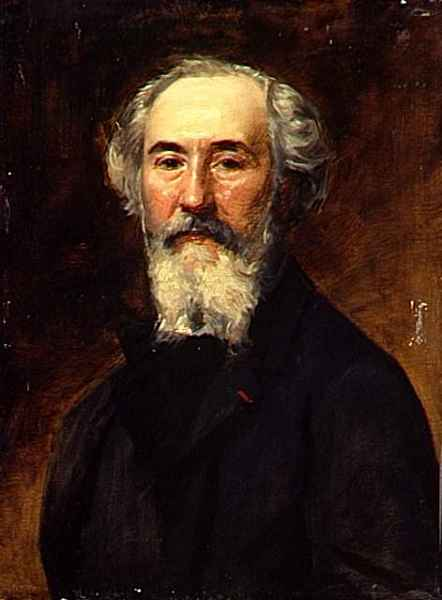
Emmanuel Lansyer (1889) von Carolus-Duran, Musée d’Orsay

Emmanuel Lansyer (* 19. Februar 1835 in Bouin als Maurice Emmanuel Lansyer; † 21. Oktober 1893 in Paris) war ein französischer Landschaftsmaler und Radierer.

## Leben
Emmanuel Lansyer hatte schon in seiner Jugend den Wunsch, Maler zu werden. Angesichts der Ablehnung seines Vaters, der wollte, dass er Notar werden sollte, stimmte er einem Architekturstudium zu. Er trat zunächst in das Atelier seines Cousins Alfred Dauvergne (Châteauroux) ein, dann 1857 in das von Eugène Viollet-le-Duc (Paris). Zur gleichen Zeit, im Jahr 1860, schrieb er sich an der Kaiserlichen Schule für klassisches Zeichnen ein. Im folgenden Jahr wurde er zum ersten Mal in den Salon des artistes français aufgenommen und beschloss, sich ganz der Malerei zu widmen. Er verbrachte vier Monate im Atelier von Gustave Courbet, dessen Interesse an der Darstellung des täglichen Lebens und Wohnens er beibehielt. Im Jahr 1862 ging er schließlich in das Atelier von Henri Harpignies. Er verkehrte auch mit mehreren Schülern der Schule von Barbizon, vor allem mit Théodore Rousseau. Aus diesen verschiedenen Lehren komponierte Lansyer seinen eigenen Stil. Seine klassische Technik (die Zeichnung blieb maßgeblich) koexistiert mit seinem modernen Ansatz (Malen nach Motiv). Er reiste regelmäßig auf der Suche nach den Landschaften, die zur Grundlage seines unermüdlichen Schaffens werden sollten. Trotz seiner unbestreitbaren Vorliebe für das Licht Nordfrankreichs reiste er zweimal nach Italien, nach Rom (1869/1870) und Venedig (1892).
Als erfahrener Sammler erwarb er zahlreiche Stiche von Piranesi und Canaletto, japanische Objekte (Drucke, Bronzen, Textilien usw.) und Fotografien.
Im Jahr 1868 gab Philippe Burty einen Stich mit dem Titel La Fontaine für die Sammlung Sonnets et eaux-fortes in Auftrag. Lansyer schuf weitere Werke, darunter Landschaften, Ansichten von Schloss Pierrefonds und eine Übersetzung von Georges Foucart.
Von 1881 bis 1891 war er Mitglied der Jury des Salon des artistes français, 1881 wurde er mit der Ehrenlegion ausgezeichnet und erhielt öffentliche Aufträge auf der Weltausstellung 1889.

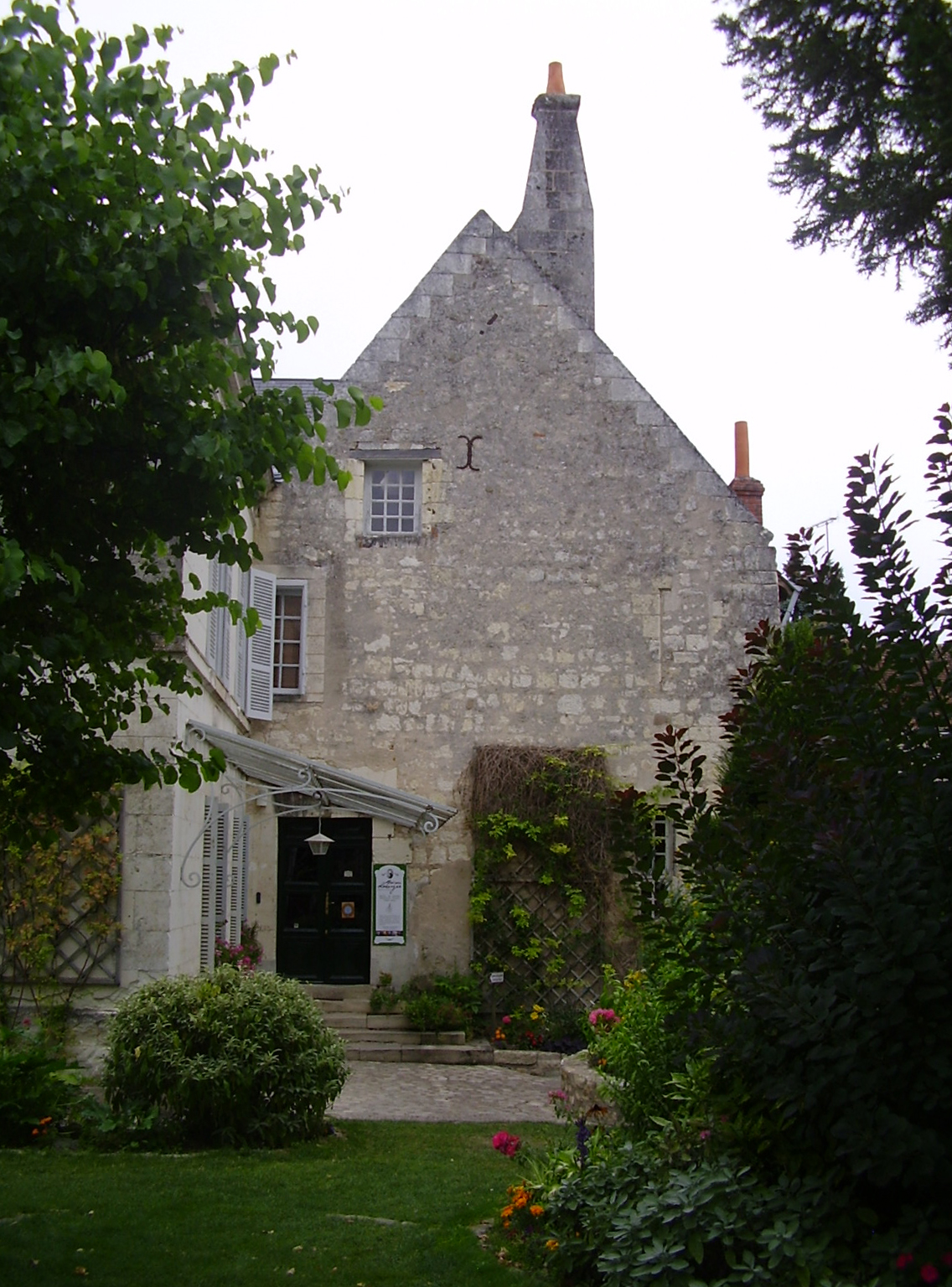
Musée Emmanuel Lansyer in Loches

Er war mit dem Dichter José-Maria de Heredia und Sully Prudhomme befreundet und war ein realistischer Landschaftsmaler. Er gilt als einer der besten Landschaftsmaler seiner Zeit, zusammen mit Corot. Sein Werk umfasst mehr als 1500 Gemälde, darunter zahlreiche bretonische Landschaften mit Ansichten von Saint-Malo, Ellé und Le Faouët und insbesondere Douarnenez, wo er sich vierzehn Jahre lang regelmäßig aufhielt. Er ist der Vorläufer der Anziehungskraft von Douarnenez für viele Künstler am Ende des 19. Jahrhunderts.
Lansyer starb 1893 in Paris und wurde in Loches beigesetzt.

## Das Musée Lansyer
Das seinem Werk gewidmete Musée Lansyer befindet sich in Loches in einem Bürgerhaus, das der Maler von seiner Mutter geerbt hatte und dessen Atmosphäre aus dem 19. Jahrhundert wiederhergestellt wurde. In diesem Haus, das der Stadt Loches vermacht wurde, hielt sich der Maler oft auf. Das Museum bewahrt seine Werke sowie seine Sammlungen von Stichen, japanischen und chinesischen Gegenständen, japanischen Drucken und Skizzen von Eugène Delacroix.

## Werke
Emmanuel Lansyer ist der Urheber von mehr als 1500 Gemälden:
- Musée des beaux-arts, Quimper:
  - Le cloître du Mont-Saint-Michel, 1881
  - La baie de Douarnenez à marée basse, 1879
- Palais de la Légion d’honneur, Paris:
  - Le palais de la Légion d’honneur vu du quai
- La baie de Douarnenez à marée basse (1879, musée des beaux-arts de Quimper)Musée Lansyer, Loches:

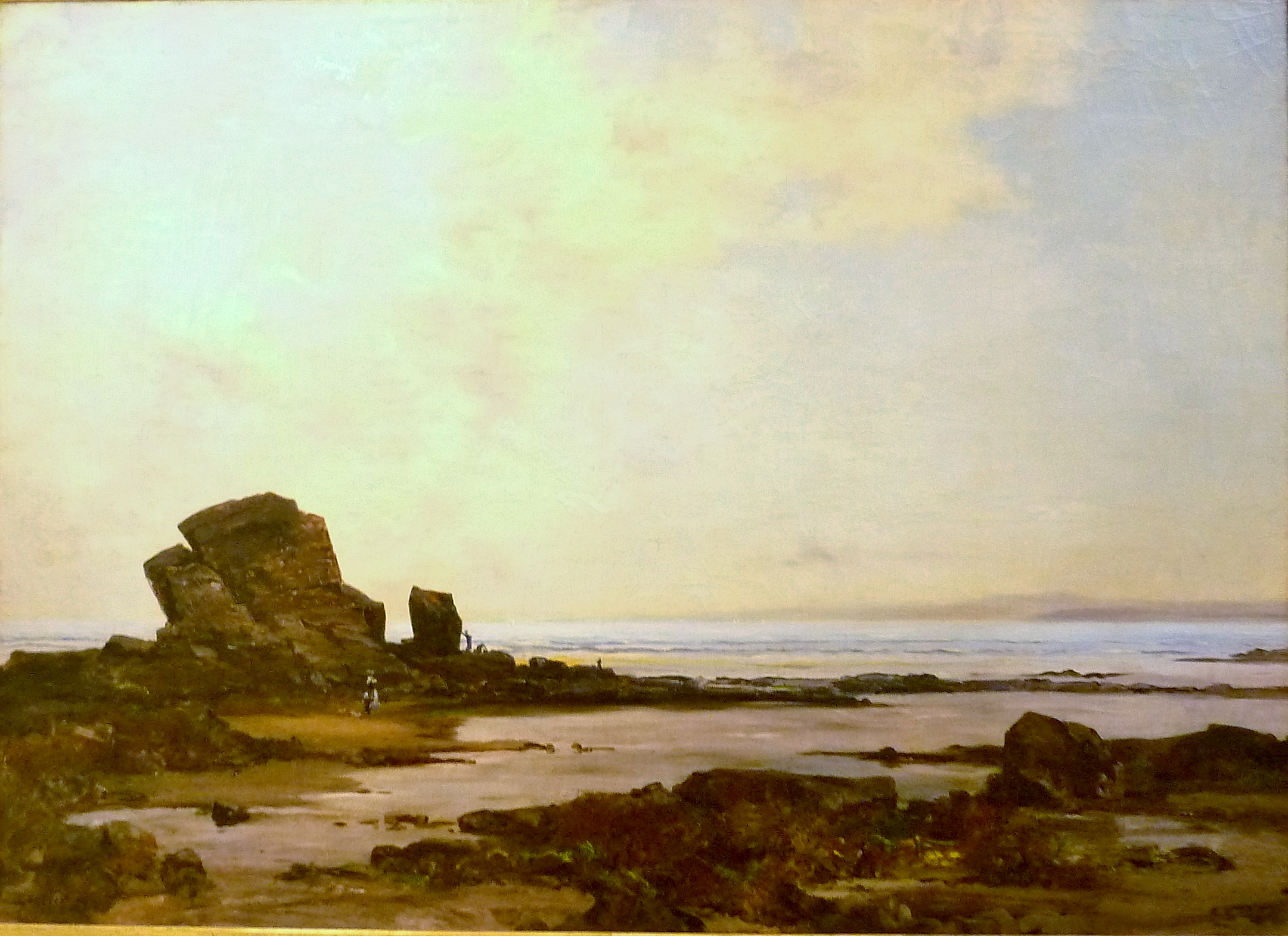
La baie de Douarnenez à marée basse (1879, musée des beaux-arts de Quimper)

  - Tréboul, moulin du figuier, 1865, Öl auf Leinwand
  - Femmes à la fontaine Saint-Jean, 1867, Öl auf Leinwand
  - Le Port-Rhu (à Douarnenez), 1867
  - La promenade en automne, 1869, Öl auf Leinwand
  - Bac à Douarnenez, 1869, musée Lansyer de Loches
  - Marais salant sur la route de Bouin à Machecoul, 1875, Öl auf Leinwand
  - Baie de Douarnenez, 1876, musée Lansyer de Loches
  - Pleine mer au Roc près du Cap Lilou (mer très grosse et tempétueuse), 1878, Öl auf Leinwand
  - Avant le bain, entrée de la grotte, 1879, Öl auf Leinwand
  - Crépuscule du matin, grèves du Mont Saint-Michel au pied de la Tour du Nord, 1881, Öl auf Leinwand
  - Château de Loches, vu près des fossés, 1882

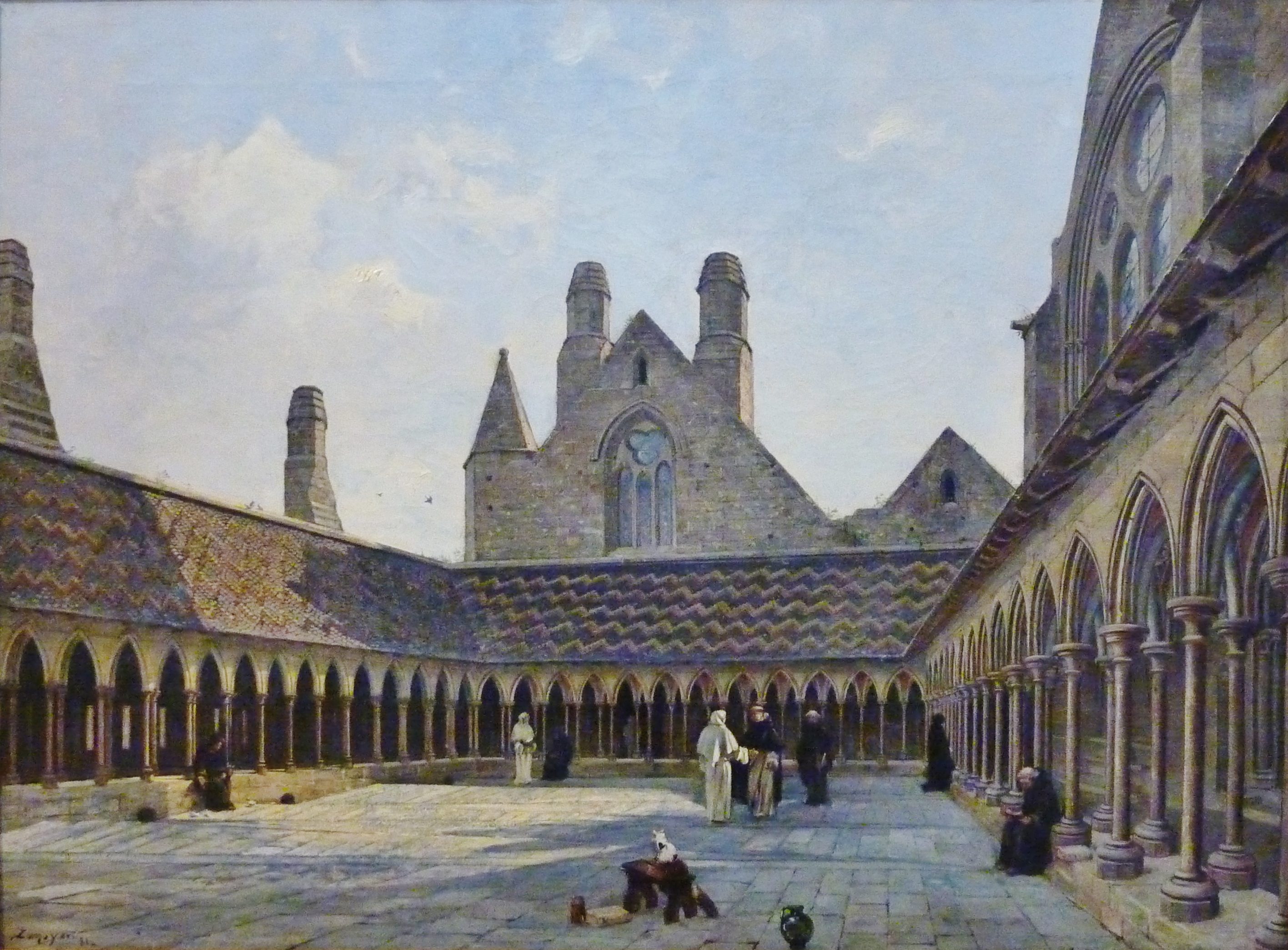
Emmanuel Lansyer : Le cloître du Mont-Saint-Michel (1878, musée des beaux-arts de Quimper)

  - Emmanuel Lansyer : Le cloître du Mont-Saint-Michel (1878, musée des beaux-arts de Quimper)Maison de mon oncle Pescherard, 1882, Öl auf Leinwand
  - Le lavoir de Coataner à Douarnenez, 1883, Öl auf Leinwand
  - Cotre et chasse-marée échoués sur la plage près Tréboul, vendredi soir 18 juillet, 1884, Öl auf Leinwand
  - Le bastion des ormes, intérieur du château de Clisson, 1884, Öl auf Leinwand
  - Loches, vue prise de la terrasse de la sous-préfecture avec la tour Saint-Antoine au fond et la façade Louis XII à gauche, 1889, Öl auf Leinwand
  - Tour ronde du château de Maintenon (Eure-et-Loir) à l’angle du parterre et de la pièce d’eau, 1889, Öl auf Leinwand
  - Grève à marée basse, en regardant vers Avranches, 1889, Öl auf Leinwand
  - Le château de Loches et la porte des Cordeliers, vue prise de la filature, 1891, Öl auf Leinwand
  - Le canal de Beaulieu, vu du pont sur la route de Loches à Beaulieu, 1891, Öl auf Leinwand
  - Marée basse, bateaux échoués sur la plage à Berck-sur-Mer, 1891, Öl auf Leinwand
  - Menton, La Lodola, le soir, 1892, Öl auf Leinwand
  - Oliviers du vallonnet au bord de la route, près de Menton, 1893, Öl auf Leinwand
  - L'Institut, vue prise du pied de la bibliothèque Mazarine, 1897, Öl auf Leinwand

## Ausstellungen
- Ausstellung zu Emmanuel Lansyer im Salon de peinture Douarnenez, 24. Juni bis 10. August 2013.[5]
- «Courbet s’invite chez Lansyer» im Musée Lansyer in Loches, 4. Juni bis 2. November 2016.[6]
- «Lansyer, Canaletto & Piranèse : images d’Italie» im Musée Lansyer de Loches, 1. Mai bis 11. November 2019, verlängert vom 20. Juni bis 1. November 2020.